# 恩斯特 (萨克森-迈宁根)
恩斯特·博恩哈德·维克托·格奥尔格（Ernst Bernhard Victor Georg，1859年9月27日—1941年12月29日），出生于迈宁根。萨克森-迈宁根亲王。萨克森-迈宁根王室首领，韦廷家族首领。是格奥尔格二世与第二任妻子霍亨洛厄-朗根堡的费奥多拉公主的长子。博恩哈德三世的异母弟弟。1928年，博恩哈德三世去世，只有一个女儿。所以头衔由恩斯特继承。因为，恩斯特亲王的婚姻属于贵庶通婚，他们的五子一女没有继承权，均被授予萨菲尔德（女）男爵称号。萨克森-迈宁根王室首领由恩斯特的姪子格奥尔格继承。